# Debelec
Debelec (búlgaro: Дебелец) é uma cidade da Bulgária, localizada no distrito de Veliko Tarnovo. A sua população era de 4,283 habitantes segundo o censo de 2010.

## População
| Debelec | Debelec | Debelec | Debelec | Debelec | Debelec | Debelec | Debelec | Debelec | Debelec | Debelec | Debelec | Debelec | Debelec | Debelec | Debelec | Debelec | Debelec | Debelec | Debelec |
| --- | ------- | ------- | ------- | ------- | ------- | ------- | ------- | ------- | ------- | ------- | ------- | ------- | ------- | ------- | ------- | ------- | ------- | ------- | ------- |
| Ano | 1887    | 1910    | 1934    | 1946    | 1956    | 1965    | 1975    | 1985    | 1992    | 2001    | 2002    | 2003    | 2004    | 2005    | 2006    | 2007    | 2008    | 2009    | 2010    |
| População |         |         |         | …       | …       | …       | 4,797   | 4,729   | 4,639   | 4,413   | 4,373   | 4,264   | 4,250   | 4,316   | 4,303   | 4,325   | 4,289   | 4,306   | 4,283   |
| Fontes: Instituto Nacional de Estatísticas, „citypopulation.de“, „pop-stat.mashke.org“, Bulgarian Academy of Sciences |         |         |         |         |         |         |         |         |         |         |         |         |         |         |         |         |         |         |         |